# 基斯維爾 (喬治亞州)
基斯維爾（英語：Keysville）是一個位於美國喬治亞州伯克縣和傑佛遜縣的城市。

## 地理
基斯維爾的座標為33°14′07″N 82°13′54″W / 33.23528°N 82.23167°W，而該地的平均海拔高度為80米（即262英尺）。

## 人口
根據2010年美國人口普查的數據，基斯維爾的面積為2.79平方千米，當中陸地面積為2.73平方千米，而水域面積為0.06平方千米。當地共有人口332人，而人口密度為每平方千米118人。